# Mariann Grammofon
Mariann Grammofon, tidigare Mariann Records, var ett skivbolag i Skara som grundades 1972 av Bert Karlsson. Skivbolaget kom snart att noteras för framgångsrika utgivningar med svenska dansband, samt artister som medverkade i Melodifestivalen.
1993 hamnade skivbolaget i blåsväder då Nyköpingsgruppen Ultima Thule nådde framgångar med sin vikingarock, och hade skivkontrakt med Mariann Grammofon. Ultima Thule anklagades för rasism.
Skivbolaget låg bakom musiktalangtävlingen Fame Factory, som sändes i TV 3 åren 2002–2005. I juli 2006 köptes bolaget av Warner Music Group.
Bolaget såldes efter de närmast föregående årens förändringar i musikbranschen, där nedladdning och fildelning lett till minskad skivförsäljning. I dag (2021) ges musik fortfarande ut på skivmärket.

## Kontrakterade artister
- Afro-Dite
- Alf Robertson
- Anders Johansson
- Andrés Esteche
- Barbados
- Black Eagles
- Carola Häggkvist
- Casanovas
- Christina Lindberg
- Curt Haagers
- Dannys
- Date
- Drängarna
- Eddie Meduza
- Emil Sigfridsson
- Fame
- Fernandoz
- Flamingokvintetten
- Grönwalls
- Jigs
- Jimmy Jansson
- Johan Stengård
- Joyride
- Karl Martindahl
- Kellys
- Lasse Stefanz (till 1988)
- Kikki Danielsson (till 2011)
- Lena Philipsson (till 1989)
- Linda Bengtzing
- Lotta Engberg
- Madison
- Maja Gullstrand
- Martin Nilsson
- Martinez
- Mathias Holmgren
- Mats Bergmans
- Mats Rådberg & Rankarna
- Matz Bladhs
- Matz Stefanz med Lailaz
- Merit Hemmingson
- Michael Michailoff
- Noice
- Pandora
- Peter Glyt
- Sandra Dahlberg
- Sara Löfgren
- Schytts
- Scotts
- Simons
- Simson duPont
- Snowstorm
- Stefan Rüdén
- Streaplers
- The Wallstones
- Towe Widerbergs
- Vikingarna
- Wizex

## Mariann Grammofon i Melodifestivalen
| År   | Artist                        | Låt                             | Placering |
| ---- | ----------------------------- | ------------------------------- | --------- |
| 1978 | Wizex                         | Miss Decibel                    | 2         |
| 1980 | Janne Lucas Persson           | Växeln hallå                    | 2         |
| 1980 | Chips                         | Mycke' mycke' mer               | 4         |
| 1980 | Tanja                         | Åh sjuttiotal                   | 7         |
| 1980 | Paul Sahlin                   | Tusen sekunder                  | 9         |
| 1981 | Sweets 'n' Chips              | God morgon                      | 2         |
| 1981 | Janne "Lucas Persson          | Rocky Mountain                  | 4         |
| 1982 | Sweets 'n' Chips              | Dag efter dag                   | 1         |
| 1983 | Carola Häggkvist              | Främling                        | 1         |
| 1983 | Kikki Danielsson              | Varför är kärleken röd?         | 2         |
| 1983 | Ritz                          | Marionett                       | 4         |
| 1984 | Herreys                       | Diggi-loo diggi-ley             | 1         |
| 1984 | Elisabeth Andreassen          | Kärleksmagi                     | oplacerad |
| 1985 | Kikki Danielsson              | Bra vibrationer                 | 1         |
| 1985 | Pernilla Wahlgren             | Piccadilly Circus               | 4         |
| 1986 | Lasse Holm & Monica Törnell   | E' de' det här du kallar kärlek | 1         |
| 1986 | Lena Philipsson               | Kärleken är evig                | 2         |
| 1986 | Fredrik Willstrand            | Fem i tolv                      | oplacerad |
| 1986 | Baden-Baden                   | Jag har en dröm                 | oplacerad |
| 1987 | Lotta Engberg                 | Fyra Bugg & en Coca Cola        | 1         |
| 1987 | Arja Saijonmaa                | Högt över havet                 | 2         |
| 1987 | Lena Philipsson               | Dansa i neon                    | 5         |
| 1987 | Paul Sahlin & Anne Kihlström  | Ung och evig                    | oplacerad |
| 1987 | Jan-Eric Karlzon              | Flyktingen                      | oplacerad |
| 1987 | Annica Jonsson                | Nya illusioner                  | oplacerad |
| 1988 | Siw Malmkvist                 | Det är kärlek                   | oplacerad |
| 1989 | Cajsa Bergström               | Genom eld                       | 8         |
| 1992 | Angel                         | Venus Butterfly                 | oplacerad |
| 1992 | Lena Pålsson & Wizex          | Jag kan se en ängel             | oplacerad |
| 1993 | Nick Borgen                   | We Are All the Winners          | 2         |
| 1993 | Lena Pålsson                  | Sjunde himlen                   | 4         |
| 1994 | Marie Bergman & Roger Pontare | Stjärnorna                      | 1         |
| 1994 | Tina Röklander                | Kom och dela min hemlighet      | 4         |
| 1994 | Nick Borgen                   | Små minnen av dig               | 5         |
| 1995 | Jan Johansen                  | Se på mig                       | 1         |
| 1995 | Nick Borgen                   | Joanna                          | oplacerad |
| 1997 | Nick Borgen                   | World Wide Web                  | 9         |
| 1997 | Jim Jidhed                    | Charlie                         | 10        |
| 1998 | Jill Johnson                  | Kärleken är                     | 1         |
| 1998 | B.I.G.                        | Ingen annan väg                 | 2         |
| 1999 | Charlotte Nilsson             | Tusen och en natt               | 1         |
| 2000 | Barbados                      | Se mig                          | 2         |
| 2000 | Friends                       | När jag tänker på i morgon      | 3         |
| 2001 | Friends                       | Lyssna till ditt hjärta         | 1         |
| 2001 | Barbados                      | Allt som jag ser                | 2         |
| 2001 | Date                          | Om du förlåter mig              | 6         |
| 2002 | Afro-Dite                     | Never Let It Go                 | 1         |
| 2002 | Kikki, Bettan & Lotta         | Vem é dé du vill ha             | 3         |
| 2002 | Barbados                      | Världen utanför                 | 4         |
| 2002 | Javiera Muñoz                 | No hay nada más                 | 6         |
| 2002 | Friends                       | The one that you need           | 8         |
| 2003 | Fame                          | Give Me Your Love               | 1         |
| 2003 | Afro-Dite                     | Aqua playa                      | 7         |
| 2003 | Barbados                      | Bye bye                         | 10        |
| 2004 | Sara Löfgren                  | Som stormen                     | 7         |
| 2004 | Andrés Esteche                | Olé olé                         | 9         |